# Stadion Miejski w Krakowie
Stadion Miejski im. Henryka Reymana – stadion piłkarski znajdujący się przy ulicy Reymonta 20 w Krakowie. Jest własnością Miasta Krakowa, a użytkuje go drużyna piłkarska Wisły Kraków. Został wybudowany na początku II połowy XX wieku i był kilkakrotnie modernizowany. Ostatnia gruntowna przebudowa zakończyła się w październiku 2011 roku. 21 czerwca 2023 roku na tymże stadionie odbyła się ceremonia otwarcia Igrzysk Europejskich.
Docelowo jego pojemność wynosi 33 326 miejsc. Stadion spełnia warunki najwyższej – czwartej kategorii UEFA. Od 23 stycznia 2008 uchwałą Rady Miasta Krakowa nosi imię piłkarza Wisły Kraków – Henryka Reymana.

## Historia

### Pierwsze stadiony Wisły Kraków

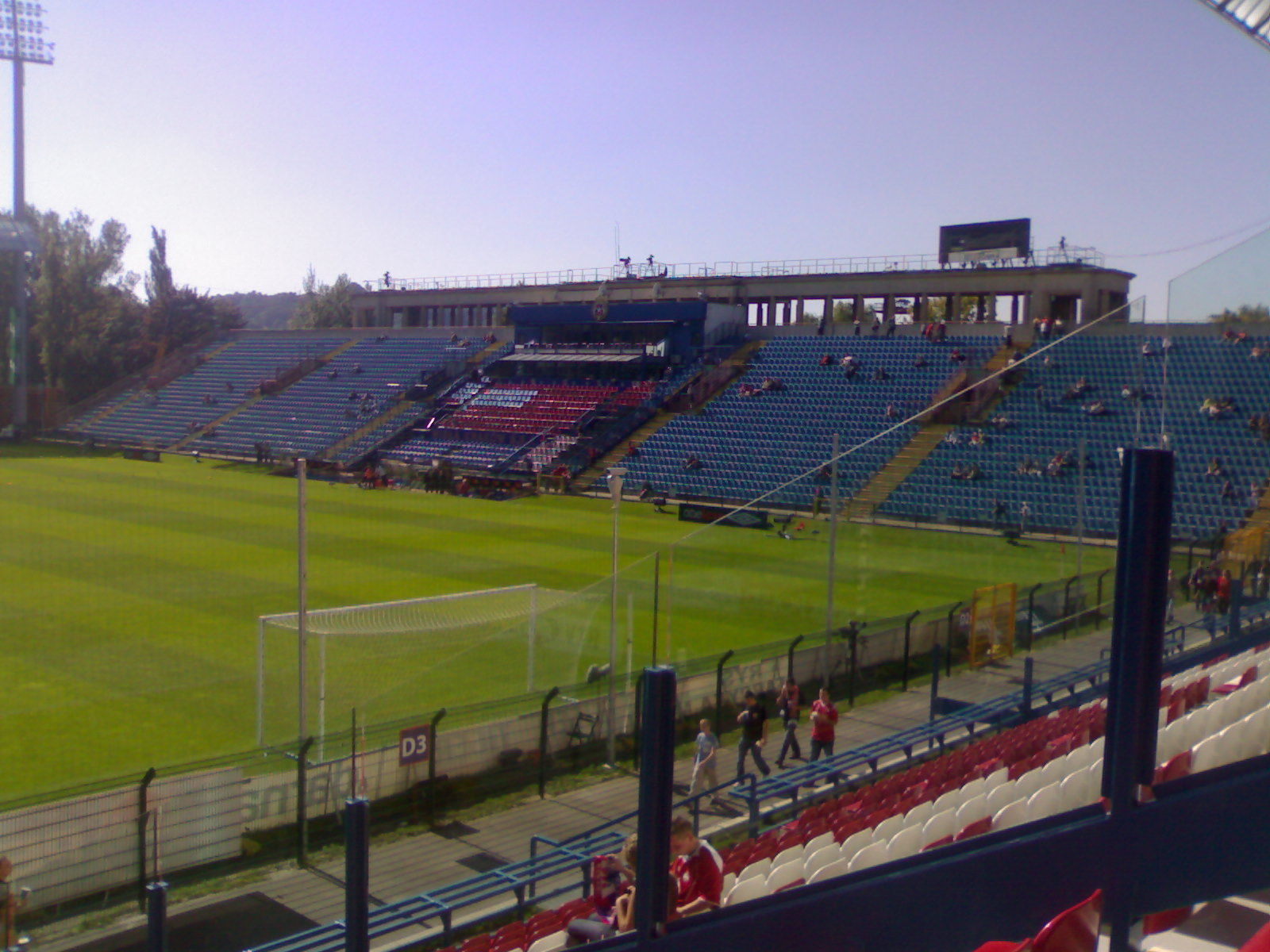
Trybuna główna, którą otwarto w 1998 roku i wyburzono w 2009

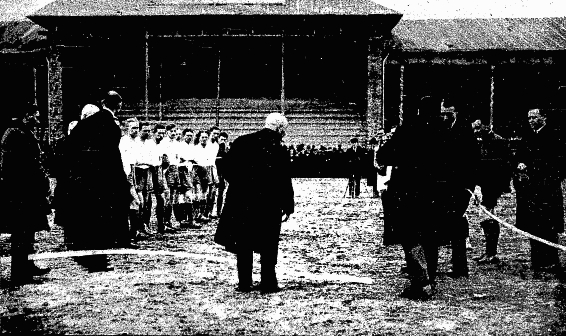
Otwarcie stadionu Wisły Kraków w 1922 roku przez pierwszego prezesa PZPN Edwarda Cetnarowskiego.

Działacze Wisły Kraków od początku istnienia klubu starali się pozyskać teren pod budowę stadionu dla swojej drużyny piłkarskiej. W roku 1909 zarządowi klubu udało się uzyskać w dzierżawę tereny dzisiejszej alei Mickiewicza. Miały one pomieścić kompleks kortów tenisowych i tor łyżwiarski, które pozwoliłyby spłacić zaciągniętą pożyczkę na dzierżawę i pozwolić na wybudowanie obiektu dla drużyny „Białej Gwiazdy”. Pomysłu tego nie zrealizowano, gdyż wybudowane obiekty nie przynosiły pożądanych zysków. W efekcie skończyło się na spłacaniu pożyczki przez zarząd Wisły Kraków.
Kilka lat później Wiśle przyznano tereny na Oleandrach i właśnie tam rozpoczęła się budowa stadionu. Uroczystość otwarcia obiektu odbyła się 5 kwietnia 1914 roku. Kibice i działacze Wisły jednak nie cieszyli się długo z nowo wybudowanego obiektu, gdyż został on w 1915 roku zniszczony przez pożar.
Po odzyskaniu przez Polskę niepodległości Wisła przystąpiła do prac mających na celu odbudowę swojego stadionu na terenach za Parkiem Jordana. Uroczyste otwarcie i poświęcenie nowego stadionu miało miejsce 8 kwietnia 1922 roku. Mieścił się on „na dawnym torze wyścigowym tuż za parkiem dra Jordana”. W 1946 roku Kraków nawiedziła burza, podczas której został zniszczony obiekt „Białej Gwiazdy”.

### Stadion przy Reymonta

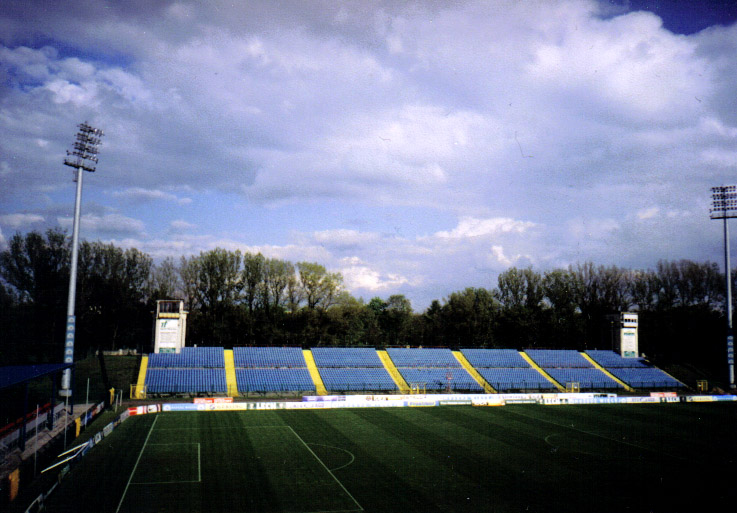
Trybuna wschodnia, która została wyburzona w 2008 roku

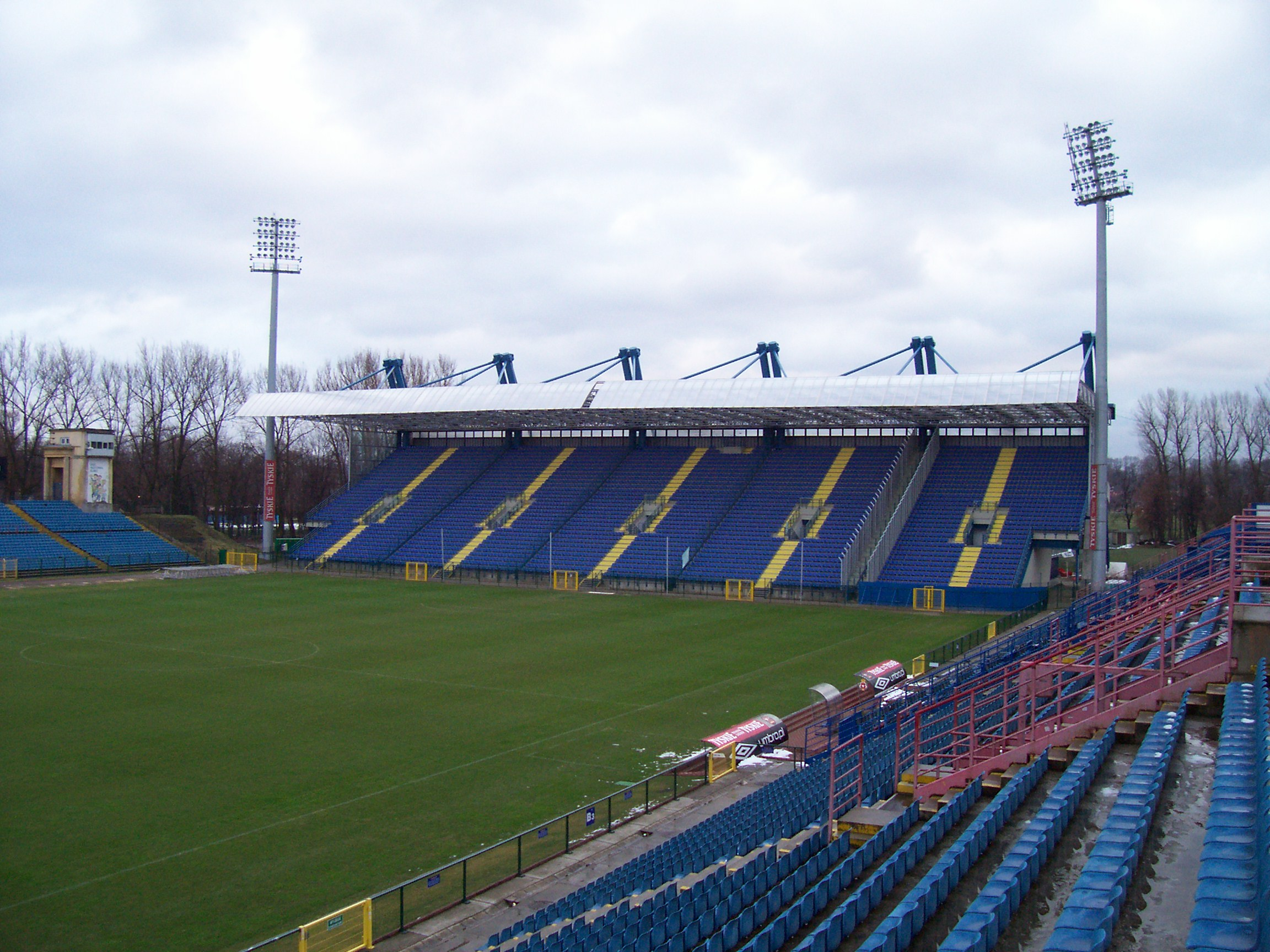
Trybuna południowa, której budowa rozpoczęła się jesienią 2004 roku

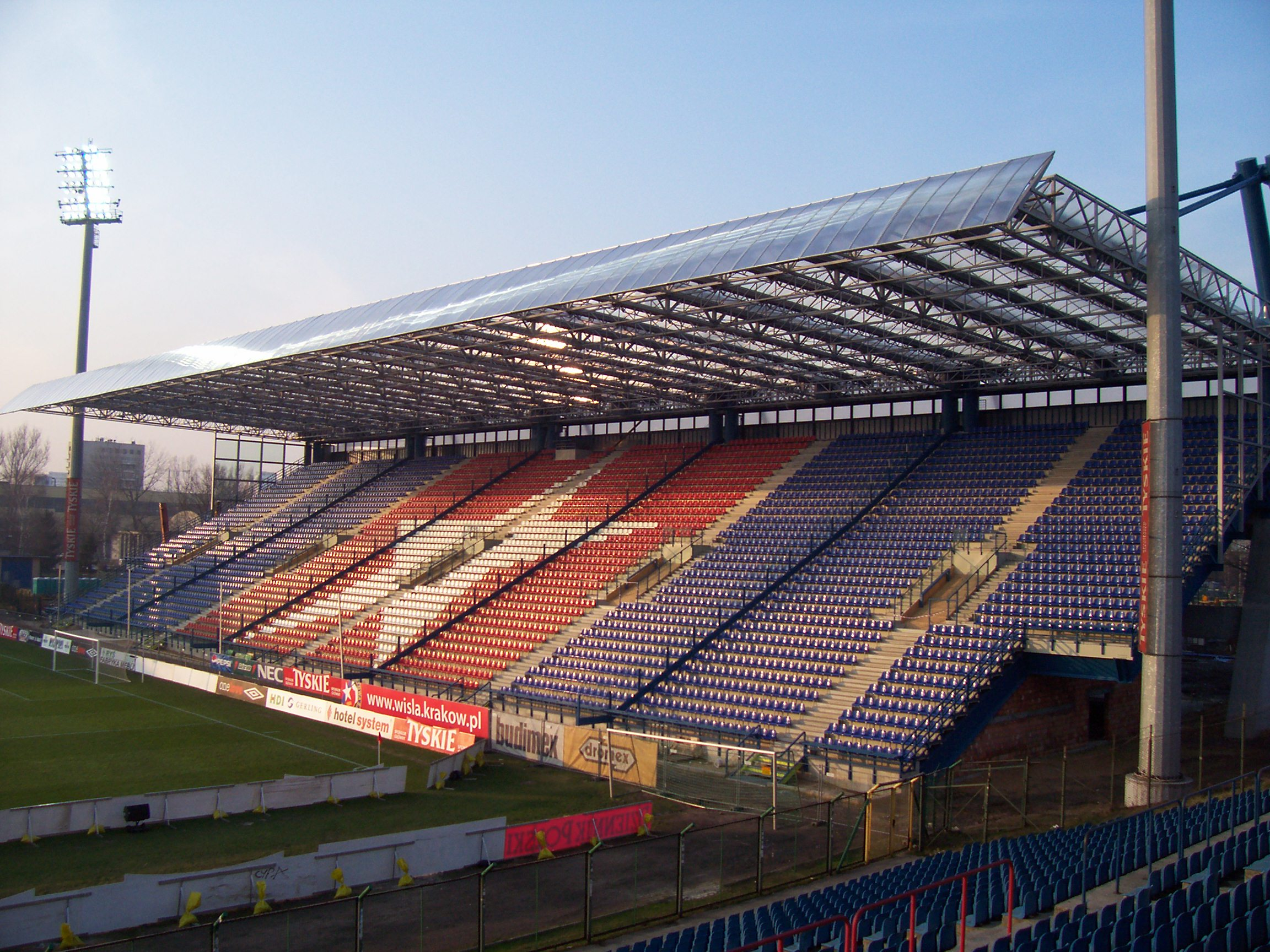
Trybuna północna, którą otwarto w styczniu 2007 roku

W maju 1953 roku na placu tuż obok starego stadionu oddano do użytku nowy, trzeci już stadion Wisły. W tym miejscu Wisła Kraków rozgrywa swoje mecze do dzisiaj. Obiekt posiadał bieżnię lekkoatletyczną, która okalała boisko piłkarskie. Charakterystyczną cechą tej budowli były tzw. bramy brandenburskie znajdujące się na trybunach za bramkami.
Obiekt powstał w miejscu stadionu żużlowego, który otwarto 26 maja 1948 roku. 24 października tego samego roku planowano rozegrać na nim Indywidualne Mistrzostwa Polski, ale zawody te ostatecznie odwołano. Udało się je natomiast rozegrać na obiekcie dwa lata później, 8 października 1950 roku. Mistrzostwa odbyły się przy udziale 15-tysięcznej publiczności, a zwycięzcą został Józef Olejniczak. Tytuł mistrza kraju przyznano jednak tragicznie zmarłemu na niedługo przed zawodami Alfredowi Smoczykowi, Olejniczakowi przyznano zaś wicemistrzostwo. Po ponad 30 latach tytuł mistrzowski zwrócono jednak Olejniczakowi, Smoczyka uznając za mistrza honorowego. Niedługo później obiekt zlikwidowano, by w jego miejscu powstał nowy stadion Wisły.
W 1972 roku na stadionie wybudowano maszty oświetleniowe. Ich oficjalna inauguracja odbyła się 11 czerwca 1972 roku w meczu ligowym pomiędzy Wisłą Kraków a Legią Warszawa, który zakończył się remisem 1:1.
29 października 1976 roku padł rekord frekwencji na stadionie przy ul. Reymonta. Mecz Wisły przeciw Celticowi Glasgow rozgrywany w ramach pucharu UEFA oglądało około 45 tys. widzów. Wisła Kraków wygrała to spotkanie 2:0.
W 1985 roku powstały plany budowy nowej trybuny głównej. W związku z tym wyburzono sektory I, II, III, IV i V. Niestety, w trakcie realizacji tej inwestycji, zabrakło funduszy na jej dalszy ciąg i na kolejne lata, stadion pozostał bez jednej trybuny. W jej miejscu przetrwała jedynie jej pozostałość – ściana byłego budynku klubowego wraz z charakterystyczną kolumnadą.
W 1995 roku, ze względu na pogarszający się stan, zdemontowano maszty oświetleniowe. Dodatkowo, trybunę wschodnią od strony parku Jordana poddano remontowi i na nasypie ziemnym wykonano betonowe stopnie.
W 1996 roku rozpoczęto budowę głównej trybuny, która miała zostać sfinansowana ze wspólnych środków urzędu miasta i Totalizatora Sportowego. Otwarcie nowej trybuny czyli sektorów A i B, a także loży honorowej nastąpiło w marcu 1998 roku podczas meczu ligowego Wisły i GKS-u Katowice.
W 1998 roku, trybuna wschodnia przeszła kolejną renowację. Na niej zostało zainstalowanych około 4800 plastikowych krzesełek. Usunięto także bieżnię lekkoatletyczną, która okalała boisko, a w jej miejsce powstał pas zieleni.
W styczniu 1999 roku wyburzono łukowate wały ziemne za bramkami. Były to trybuny stadionu wybudowanego w 1953 roku.
W lipcu 2000 roku w miejscu powstałych przestrzeni za bramkami, od strony ul. 3 Maja powstała tymczasowa trybuna dla kibiców drużyny przyjezdnej, mogąca pomieścić około 250 kibiców. Z czasem powiększono ją, aby wystarczała dla 500 osób.
W kwietniu 2002 roku na stadionie zamontowano maszty oświetleniowe, gdyż wymagały tego wymogi narzucone przez PZPN.
W czerwcu 2003 roku na stadionie zainstalowano system ogrzewania murawy. Był to pierwszy tego typu system użyty w Polsce.
W czerwcu 2004 roku wymogi licencyjne narzucone przez PZPN wymusiły montaż tymczasowej zadaszonej trybuny. Jej pojemność wynosiła tysiąc osób i została ulokowana za bramką od strony ul. Władysława Reymonta. W tym samym czasie podjęto także decyzję o tym, aby obniżyć wysokość ogrodzenia przed trybuną główną do 1 m, co miało na celu podwyższenie komfortu oglądania zawodów.
22 października 2004 roku nastąpiło uroczyste otwarcie budowy nowego stadionu. Uczestniczyli w niej między innymi prezydent miasta – Jacek Majchrowski i kapitan Wisły – Maciej Żurawski, którzy dokonali symbolicznego wbicia łopaty na placu budowy.
17 września 2010 roku stadion został oddany do użytku. Wisła w tym dniu zagrała mecz ligowy z Koroną Kielce (2:2).
16 listopada 2011 stadion zwyciężył w plebiscycie Archi-Szopa na najgorszą budowlę Krakowa 2011 roku.
W 2013 roku utrzymanie stadionu szacunkowo wyniesie 7 mln zł. Nie udało się znaleźć najemców dla pomieszczeń biurowych ani sponsora generalnego, pomieszczenia komercyjne od momentu oddania stadionu stoją niewykorzystane. Ponadto przeprowadzona w lipcu 2013 kontrola w ZIKiT wykazała liczne uchybienia i niegospodarność w procesie zarządzania i nadzoru nad stadionem.
Budowa stadionu była krytykowana przez radnych (m.in. Małgorzata Jantos) oraz media ze względu na ogromny koszt, nieudolnie prowadzoną budowę, brak koncepcji jego finansowania w przyszłości oraz równoczesną inwestycję w Stadion Cracovii odległy o kilkaset metrów. Według Jacka Majchrowskiego w 2003 roku za budową oddzielnego stadionu dla Wisły lobbowali Ireneusz Raś (PO), Jan Okoński (pełnomocnik prezydenta ds. rozwoju przedsiębiorczości), Dariusz Olszówka (radny i członek zarządu TS Wisła), Zbigniew Lach (PZPN). O budowie dwóch stadionów miały zdecydować głównie względy ambicjonalne.

## Budowa i jej koncepcje
Stadion Miejski doczekał się czterech zmian projektów swojej przebudowy, których autorem jest Wojciech Obtułowicz. Pierwsza koncepcja zakładała budowę stadionu na ponad 20 tys. miejsc z wykorzystaniem trybuny głównej, którą wybudowano w latach dziewięćdziesiątych. Według tego projektu w listopadzie 2004 rozpoczęto budowę nowej trybuny – trybuny południowej. Trwałą ona do czerwca 2006 roku, koszt wyniósł blisko 35 mln zł, a wykonawcą była firma Budimex Dromex. W międzyczasie, w styczniu 2006 roku, rozpoczęły się prace budowlane nad bliźniaczą trybuną północną. Jej wznoszenie trwało rok, zarówno wykonawca, jak i koszty (35 mln zł) były takie same, jak w przypadku trybuny południowej.
W kwietniu 2007 roku ogłoszono, iż organizatorami Mistrzostw Europy w Piłce Nożnej 2012 zostały Polska i Ukraina. Kraków został miastem rezerwowym tej imprezy. W związku z tym, projekt stadionu zmieniono tak, by spełniał on wymogi klasy Elite i by mogły na nim być rozgrywane mecze rangi mistrzostw Europy.
W czerwcu 2007 roku utwardzono nawierzchnię, wyznaczono tymczasowe drogi dojścia do trybun, zamontowano nowe bramki wejściowe, a także monitoring. Prace te pochłonęły ok. 5 mln zł. We wrześniu 2007 roku firma Budimex Dromex rozpoczęła budowę pawilonu medialnego – budynku, który był częścią poprzednich koncepcji stadionu. W październiku studiu architektonicznemu Wojciecha Obtułowicza zlecono wykonanie nowego projektu stadionu. Kosztowało on ok. 3,5 mln zł. W styczniu 2008 roku zakończono budowę pawilonu medialnego. Całkowity koszt tej inwestycji wyniósł ponad 11 mln zł.
W maju 2008 roku rozpoczęto rozbiórkę starej trybuny wschodniej, a w sierpniu firma Budimex Dromex wykonała ściankę szczelinową, która miała na celu utwardzenie terenu pod przyszłą trybunę. W lutym 2009 roku firma Polimex-Mostostal rozpoczęła budowę trybuny wschodniej, której koszt wynosił ok. 144 mln zł. Po zakończeniu rozgrywek Ekstraklasy w czerwcu 2009 roku Polimex-Mostostal rozpoczął rozbiórkę trybuny głównej i budowę nowej, której koszt wyniósł ponad 153 mln zł.
Wisła Kraków sezon 2009/2010 rozegrała na Stadionie Ludowym w Sosnowcu, z powodu prac budowlanych na swoim stadionie, co uniemożliwiało rozgrywanie na nim meczów.
Na początku października 2009 roku, wykonawca dwóch budowanych trybun Polimex-Mostostal, wystąpił do inwestora o dofinansowanie przedsięwzięcia o dodatkowe 28,9 mln zł. Dotacja miała pokryć koszty przebudowy sieci instalacji pod stadionem, które pierwotnie miały przebiegać podziemnymi parkingami wokół stadionu. Te nie zostały wybudowane, ponieważ do przetargu do ich wybudowania nie zgłosiła się żadna firma. Instalacja będzie musiała zostać wybudowana tak, by w przyszłości nie kolidowała z wybudowaniem parkingów podziemnych wokół stadionu. Koszt dofinansowania miał także dotyczyć modyfikacji zagospodarowania zaplecza budowanych trybun.
1 listopada 2009 Wojciech Obtułowicz i jego studio projektowe zostało odsunięte od projektowania stadionu. Przyczyną odsunięcia architekta było to, że nie nadążał z nanoszeniem poprawek na swoje projekty, które zawierały błędne dane. Z tego powodu nie można było kontynuować budowy w odpowiednim tempie i dochodziło do opóźnienia i zastojami niektórych prac. Przeprojektowywaniem zajął się główny wykonawca czyli Polimex-Mostostal. W związku z opóźnieniami miasto wyciągnęło dodatkowe konsekwencje wobec Wojciecha Obtułowicza i wstrzymano mu honorarium oraz zaczęto naliczać karę.
4 listopada 2009 radni Miasta Krakowa zagłosowali za przekazaniem dodatkowych środków w wysokości 29,9 mln zł na budowę stadionu o które upomniał się Polimex-Mostostal. W sytuacji gdyby dotacja nie zostałaby przyznana, wykonawca budowanych trybun (wschodniej i zachodniej) mógłby przerwać budowę i zażądać od miasta odszkodowania. Na radzie miasta prezydent Krakowa Jacek Majchrowski przedstawił szacunkową wartość całego stadionu która łącznie miałaby wynosić 445 mln zł, z czego zostało założone że 34 mln zł wyłożą prywatni inwestorzy na zagospodarowanie przestrzeni pod trybuną północną i operator stadionu.
W lutym 2010 roku pojawił się zastój na budowie trybuny zachodniej. Spowodowane było to pojawieniem się kolejnych komplikacji dotyczących projektów stadionu. Okazało się, że miasto nie może zerwać umowy z Wojciechem Obtułowiczem, ponieważ posiada on prawa autorskie do projektu. W związku z tym, wykonawca budowanych trybun ponownie porozumiał się z projektantem, by wznowił on prace i dokończył wszelkie projekty, tak by Polimex-Mostostal mógł zdążyć z budową stadionu w określonym terminie. Umowę renegocjowano na nowych warunkach. W międzyczasie miasto musiało spisać ponowną umowę ze studiem projektanta, która opiewała na 1,1mln z powodu zmiany przepisów w prawie i naniesieniu poprawek na dotychczasowy projektu, które nastąpiły w czasie konfliktu obu podmiotów. W trakcie budowy część prac została zlecona z naruszeniem prawa zamówień publicznych.

### Koncepcja nr 1
Pierwsza koncepcja powstała w 2004 roku i to według tego pomysłu rozpoczęto budowę trybuny południowej. Projekt zakładał budowę trzech oddzielnych, jednopoziomowych trybun i zadaszenie już obecnej – trybuny głównej, która powstała w latach dziewięćdziesiątych. Według tych planów, pojemność obiektu miała wynosić 21 500 miejsc siedzących. Oświetlenie boiska miały umożliwiać cztery maszty oświetleniowe, które były usytuowane w narożnikach stadionu. Dodatkowo, między trybuną główną a trybuną południową miał się znaleźć pawilon medialny w kształcie szklanego stożka. Z biegiem czasu pojawiła się możliwość wybudowania trybun narożnych i zamknięcia bryły stadionu, jego pojemność miałaby się wtedy podnieść do 25 500 miejsc. Niestety ten projekt stadionu posiadał już błędy, odciągi zadaszenia trybuny wschodniej wychodziłyby poza teren działki stadionu, a jeden z masztów oświetleniowych znajdował się tuż przed pawilonem medialnym.

### Koncepcja nr 2
Koncepcja ta pojawiła się w 2006 roku, w związku z pojawiającą się możliwością organizacji Euro 2012 przez Polskę. Projekt zakładał aktualizację poprzednich planów o rozbudowę trybuny głównej do dwóch poziomów, co ostatecznie zwiększyłoby pojemność stadionu do 30 560 miejsc siedzących (35 000 przy wybudowaniu trybun narożnych).

### Koncepcja nr 3
Projekt ujrzał światło dzienne w 2007 roku po ogłoszeniu decyzji o organizacji Euro 2012 przez Polskę i Ukrainę. Plan zakładał budowę dwóch jednopoziomowych, symetrycznych trybun wzdłuż boiska, co miało umożliwić montaż oświetlenia na zadaszeniach trybun. Bryłę stadionu miały zamknąć jednopoziomowe trybuny narożne. Pojemność stadionu według tego projektu wynosiła 32 560 osób.

### Koncepcja nr 4
Ostateczna koncepcja powstała jeszcze w 2007 roku. Zakładała ona dobudowę dwóch dwupoziomowych trybun wzdłuż boiska wraz z narożnikami do dwóch już istniejących (trybuny południowa i północna), które budowano według poprzednich koncepcji. Ukośną elewację trybun z poprzednich projektów zastąpiono prostą konstrukcją słupową, co zwiększyło przestrzeń komercyjną pod trybunami, zmieniono także odciągi zadaszenia trybuny wschodniej, tak by zmieściły się w obrębie działki. Wybudowanie dwóch równych trybun umożliwiło zainstalowanie oświetlenia na zadaszeniach trybun. Pojemność stadionu ulegała zmianie i miała wynosić 33 500 osób.

### Modernizacja stadionu pod kątem Igrzysk Europejskich 2023
8 grudnia 2022 roku podpisano umowę na modernizację Stadionu. Procedura wyłonienia wykonawcy trwała prawie pięć miesięcy. Przez ten czas przeprowadzono trzy tury przetargów, jednak nie udało się wyłonić przedsiębiorstwa skłonnego do przeprowadzenia modernizacji w ramach rozpisanej procedury. Roboty miały obejmować montaż szklanych elementów elewacji, siatek LED, opraw liniowych i paneli świetlnych, wymianę systemów elektrycznych, teletechnicznych i HVAC oraz prace adaptacyjne obiektu, dzięki którym powstałyby łączniki między trybunami. Miało dojść także do wymiany krzesełek i odnowienia pomieszczeń pawilonu medialnego. Po tych niepowodzeniach ostatecznie zaproszono różne podmioty do składania ofert poza postępowaniem przetargowym. Po negocjacjach propozycję na łączną kwotę 98 858 555 złotych złożyła Eiffage Polska Budownictwo S.A. Pomimo faktu, iż budżet, którym dysponował Zarząd Infrastruktury Sportowej w Krakowie opiewał na kwotę 87 844 610 złotych, propozycja została ostatecznie zaakceptowana (ZIS zwrócił się do Ministerstwa Sportu i Turystyki z prośbą o zwiększenie dotacji o wskazaną różnicę).
Właściwa realizacja zapisów kontraktowych rozpoczęła się w styczniu 2023 i trwała do 31 maja 2023, dzięki czemu zarówno gospodarzem ceremonii otwarcia Igrzysk Europejskich, która zgodnie z planem miała miejsce w dniu 21 czerwca 2023, jak i świadkiem zmagań sportowych ich uczestników był już zmodernizowany stadion.
Zgodnie z ofertą wybraną przez wykonawcę, odpowiedzialność za projekt modernizacji wzięła na siebie pracownia projektowa Archetus, będącą bezpośrednim kontynuatorem studia architektonicznego Wojciecha Obtułowicza. Koordynatorem projektu i zarazem pełniącym funkcję Głównego Projektanta z ramienia pracowni projektowej został znający problematykę Stadionu mgr inż. arch. Piotr Janik, który swoje pierwsze kroki zawodowe stawiał m.in. pod okiem architekta Wojciecha Obtułowicza.
Obiekt nie został zamknięty na czas remontu i był użytkowany w ograniczonym zakresie. Oznacza to, że Wisła Kraków mogła korzystać z niego podczas rundy wiosennej sezonu 2022/2023, zgodnie z założeniem, że przerwy w funkcjonowaniu stadionu będą krótkie i zawsze będą dotyczyć tylko konkretnego fragmentu, a nie całości.
W związku z modernizacją Stadionu, a przede wszystkim z uwagi na zgłaszany od lat fatalny stan zadaszenia trybun północnej i południowej Stadionu wraz z początkiem 2023 roku ostatecznie podjęto decyzję o jego wymianie. Z nadejściem maja rozpoczęto wymianę poszycia wykonanego z słabej jakości poliwęglanów na aluminiowe płyty strukturalne, które w założeniu mają podnieść żywotność zadaszenia trybun oraz jego odporność na warunki atmosferyczne, w tym zalegający śnieg, który w 2013 roku był przyczyną zawalenia się części daszków czołowych zadaszenia.

## Euro 2012
Kraków był miastem starającym się o organizację Euro 2012. Stadionem, na którym miałyby się rozgrywać mecze w Krakowie był stadion, na którym swoje mecze rozgrywa Wisła Kraków. W związku z tą kandydaturą zdecydowano się na zmianę projektu, który wcześniej zakładał pojemność wynoszącą ok. 21 500 miejsc (patrz sekcja: Budowa i jej koncepcje). W zmienionym projekcie stadion ma znacznie zwiększoną pojemność i spełnia wszystkie wymagania UEFA stawiane stadionom klasy Elite.
13 maja 2009 roku komitet wykonawczy UEFA podjął decyzję w sprawie ostatecznych miast-organizatorów Euro 2012, którymi zostały Gdańsk, Poznań, Warszawa i Wrocław. Tym samym Kraków definitywnie przestał być kandydatem na miasto organizujące ten turniej.

## Konstrukcja stadionu

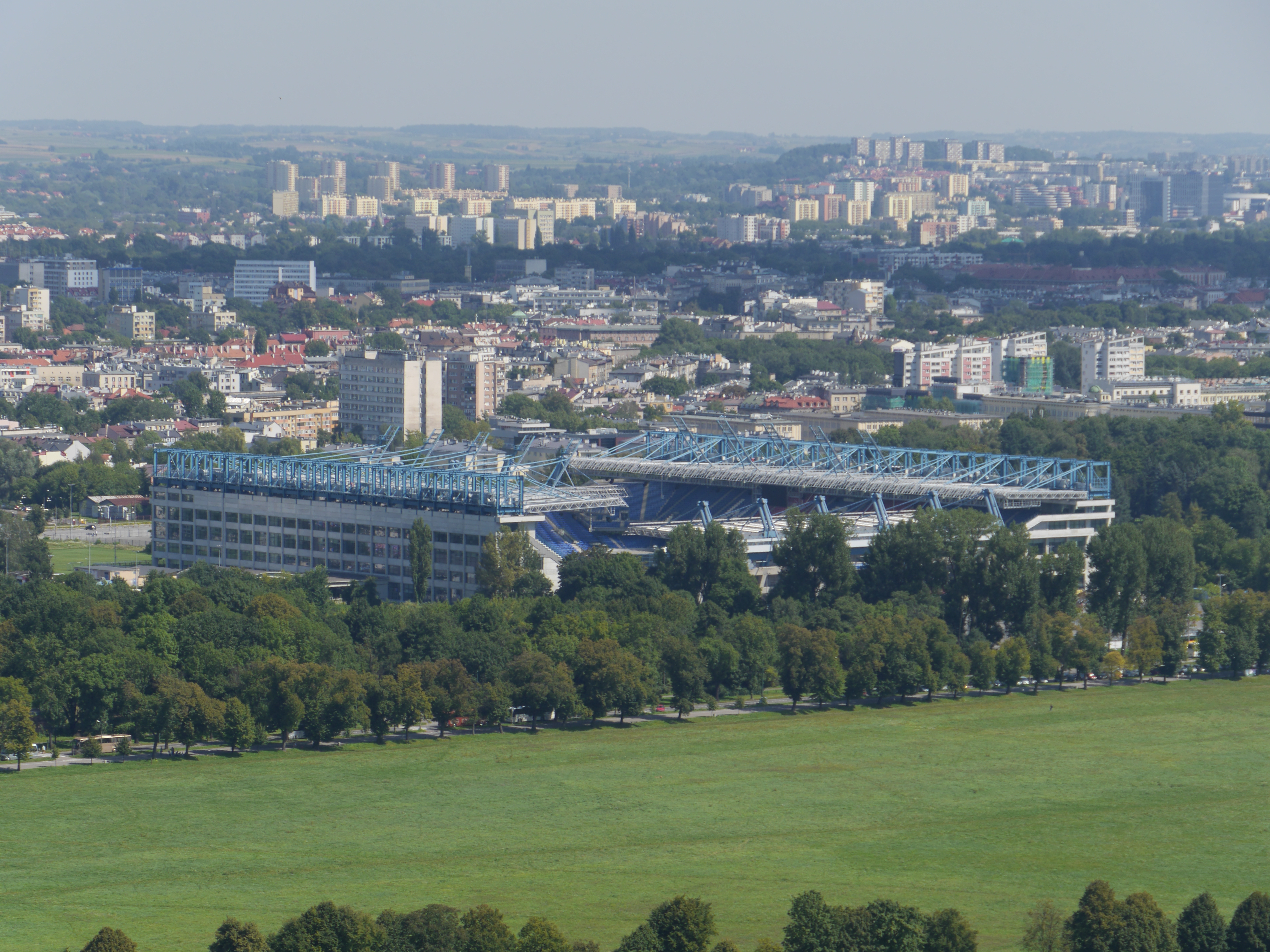
Widok na stadion z Kopca Kościuszki

### Stadion
| Pojemność                                      | Pojemność                                              |
| Całkowita pojemność stadionu                   | 33 326                                                 |
| Sektor A:                                      | 7 493                                                  |
| Sektor B:                                      | 1 688                                                  |
| Sektor C:                                      | 5 806                                                  |
| Sektor D:                                      | 1 919                                                  |
| Sektor E:                                      | 8 933                                                  |
| Sektor F:                                      | 1 919                                                  |
| Sektor G:                                      | 5 450                                                  |
| Dodatkowe Informacje                           | Dodatkowe Informacje                                   |
| Wymiary boiska                                 | 105 x 72m                                              |
| Oświetlenie                                    | 2 000 lux                                              |
| Zadaszenie trybun                              | 100%                                                   |
| Miejsca dla niepełnosprawnych                  | 50 (dla niepełnosprawnych sektor E) 50 (dla opiekunów) |
| Miejsca dla prasy                              | 322 (sektor A)                                         |
| Miejsca RTV                                    | 120                                                    |
| Koszt                                          | Koszt                                                  |
| Trybuna południowa                             | 34 887 581,79 zł                                       |
| Trybuna północna                               | 35 325 361,00 zł                                       |
| ---------------------------------------------- | ------------------------------------------------------ |
| Prace dodatkowe                                | 5 330 197,34 zł                                        |
| Pawilon medialny                               | 11 384 525,16 zł                                       |
| Nowy projekt stadionu                          | 3 547 760,00 zł                                        |
| Ekspertyza projektu                            | 123 200,00 zł                                          |
| Usunięcie drzew i krzewów z trybuny wschodniej | 91 524,40 zł                                           |
| Rozbiórka trybuny wschodniej                   | 1 059 424,82 zł                                        |
| Ścianka szczelinowa                            | 7 788 839,76 zł                                        |
| Aktualizacja dok. projektowej                  | 2 450 000,00 zł                                        |
| Trybuna wschodnia                              | 144 217 547,13 zł                                      |
| Trybuna zachodnia                              | 153 277 565,68 zł                                      |
| Całkowity koszt budowy                         | 399 483 527,08 zł                                      |
| Budowa                                         |                                                        |
| Czas budowy                                    | 11.2004 – 6.2010 (?)                                   |
| Wykonawca                                      | Budimex-Dromex Polimex-Mostostal                       |
| Źródło:                                        |                                                        |

 Kształt stadionu to spuścizna po poprzednich projektach budowlanych. Wedle starych koncepcji wybudowano dwie trybuny znajdujące się za bramkami oraz pawilon medialny w narożniku między trybuną zachodnią a południową. Dwie dwupoziomowe trybuny wzdłuż boiska wraz z narożnikami to twór powstały w wyniku realizacji czwartej wersji budowy nowego stadionu (po przyznaniu Polsce i Ukrainie organizacji Euro 2012).
Jednym z najważniejszych miejsc stadionu ma być loża prezydencka o powierzchni 250 m².
Na stadionie będą 33 loże (tzw. skyboxy), znajdujące się między poziomami na trybunach. Każda będzie przeszklona od strony boiska i będzie miała powierzchnię ok. 35 m². Każda z lóż będzie miała osobne wejście, a wewnątrz będą znajdowały się inne siedziska niż na reszcie stadionu – fotele będą obite skórzaną tapicerką.
Dodatkowo na stadionie znajdzie się 1638 miejsc dla VIP–ów i 477 miejsc (dla meczów ligowych) dla super–VIP–ów.
Na stadionie znajdzie się muzeum Wisły Kraków, a także sklep z pamiątkami dla kibiców Wisły Kraków.
Elewacja trybun zachodniej i wschodniej nawiązują do kolumnady, która znajdowała się wokół trybun na stadionie wybudowanego w latach pięćdziesiątych. Zastosowano w nich prostą, ażurową kratownicę, dzięki czemu uzyskano większą powierzchnię komercyjną wewnątrz trybun, w porównaniu do trybun północnej i południowej, gdzie elewacja składa się ze skośnych cięgien.
Według głównego architekta stadionu, Wojciecha Obtułowicza dzięki zastosowanym rozwiązaniom, stadion ma oddawać atmosferę teatru.
Niewątpliwymi zaletami stadionu są duże, jednoczęściowe trybuny za bramkami które korzystnie wpływają na jakość dopingu i możliwość robienia opraw meczowych przez kibiców, a także dużo przestrzeni komercyjnej wewnątrz trybun. Plusem projektu jest także zadaszenie, na którym znajduje się instalacja automatycznie stapiająca śnieg, a także przezroczystość tworzywa z którego jest wykonany, przez co pozytywnie wpływa na stan murawy.
Wadami stadionu są duże odległości dzielące trybuny od boiska, a także ścianki między sektorami na trybunach wykonane ze szkła akrylowego.
Firmy budujące poszczególne trybuny udzieliły dziesięcioletniej gwarancji na wybudowane obiekty.

### Trybuna zachodnia
| Całkowita pojemność trybuny                  | 9 181             |
| Pojemność pierwszego poziomu trybuny         | 3 423             |
| Pojemność drugiego poziomu trybuny           | 4 090             |
| Pojemność narożnika północnego               | 1 688             |
| Wymiary                                      | Wymiary           |
| Szerokość                                    | 91,10 m           |
| Długość (z narożnikiem)                      | 157,38 m          |
| Wysokość                                     | 34,88 m           |
| Wysokość (z kolumnadą na odciągi zadaszenia) | 41,92 m           |
| Elewacja                                     | Elewacja          |
| Kąt nachylenia elewacji                      | 90°               |
| Ilość słupów                                 | 25                |
| Wymiar słupów                                | 50 × 180 cm       |
| Rozstaw słupów                               | 610 cm            |
| Zadaszenie                                   | Zadaszenie        |
| Kąt nachylenia zadaszenia                    | 4°                |
| Poziomy trybuny                              | Poziomy trybuny   |
| Kąt nachylenia pierwszego poziomu trybuny    | 20°               |
| Liczba rzędów na pierwszym poziomie trybuny  | 18                |
| Kąt nachylenia drugiego poziomu trybuny      | 31°               |
| Liczba rzędów na drugim poziomie trybuny     | 24                |
| Koszt                                        | Koszt             |
| Koszt wybudowania trybuny                    | 153 277 565,68 zł |
| Źródło:                                      | Źródło:           |
| -------------------------------------------- | ----------------- |

 Budowę trybuny zachodniej rozpoczęto najpóźniej, bo w połowie 2009 roku. Trybuna posiada tylko jeden narożnik, od strony północnej. Od strony południowej, przy trybunie znajduje się Pawilon Medialny. Nad głównym wejściem na trybunę rozciągać się będzie potężne zadaszenie, przypominające wyglądem falę. Trybuna zachodnia będzie składała się z sześciu pięter, najniższe jest umiejscowione pod poziomem gruntu.
Przyziemie trybuny zachodniej składa się z dwóch części, które są umiejscowione na różnych głębokościach. W części niższej będzie znajdował się podziemny parking dla VIP-ów oraz autokarów którymi będą docierać na stadion piłkarze obu drużyn. Na najniższym poziomie trybuny będą znajdować się pomieszczenia techniczne i porządkowe, magazyny oraz izby dla personelu. Na tym poziomie zostały umiejscowione również szatnie dla gospodarzy i gości (których powierzchnie będą wynosiły ponad 100 m²) oraz pokoje dla sędziów. Piłkarze na płytę stadionu będą wychodzić z poziomu przyziemia poprzez stosowany na wielu stadionach, składany w harmonijkę rękaw.
Na parterze, będzie recepcja, punkty informacyjno–handlowe, gospodarcze i gastronomiczne. Liczne korytarze i hole będą prowadziły do klatek schodowych, którymi kibice będą mogli dojść na wyższe kondygnacje trybuny. Na parterze znajdować się będą również panoramicznie przeszklone windy. Na parterze będą także bezpośrednie wejścia dla kibiców na pierwszy poziom trybuny.
Na pierwszym piętrze będzie znajdował się reprezentacyjny hol prowadzący do tzw. skyboxów, czyli lóż dla VIP–ów i obserwatorów. Powierzchnia każdej z 20 lóż będzie większa niż 30 m². Każda będzie miała osobną toaletę. Siedziska w lożach mają być inne niż dla zwykłych kibiców, fotele będą pokryte skórzaną tapicerką. Dodatkowo na piętrze znajdzie się loża prezydencka której powierzchnia będzie wynosić blisko 240 m². Ponadto, na piętrze będą także pomieszczenia business lounge, czyli salony biznesowo–bankietowe.
Drugie piętro będzie przeznaczone dla typowych kibiców zasiadających na drugim poziomie trybuny zachodniej. Zdecydowana większość powierzchni drugiego piętra przeznaczona będzie pod toalety dla kibiców. Ponadto na tym piętrze znajdą się punkty gastronomiczne.
Na trzecim piętrze znajdować się będzie strefa robocza mediów, a także toalety dla osób niepełnosprawnych. Ponadto na tym piętrze znajdzie się punkt gastronomiczny i hol cateringowy.
Piętro czwarte jest całkowicie przeznaczone do dyspozycji mediów. Znajdować się na nim będą stanowiska komentatorów, strefy robocze mediów oraz platformy i studia telewizyjne z widokiem na panoramę stadionu. Dodatkowo na piętrze są ulokowane pomieszczenia dowodzenia oraz pokój spikera.
W sumie powierzchnia użytkowa trybuny zachodniej będzie wynosiła ponad 20 357 m².

### Trybuna wschodnia
| Całkowita pojemność trybuny                  | 12 831            |
| Pojemność pierwszego poziomu trybuny         | 3907              |
| Pojemność drugiego poziomu trybuny           | 5086              |
| Pojemność narożnika północnego               | 1919              |
| pojemność narożnika południowego             | 1919              |
| Wymiary                                      | Wymiary           |
| Szerokość                                    | 41,3 m            |
| Długość (z narożnikami)                      | 193,1 m           |
| Wysokość                                     | 34,88 m           |
| Wysokość (z kolumnadą na odciągi zadaszenia) | 41,92 m           |
| Elewacja                                     | Elewacja          |
| Kąt nachylenia elewacji                      | 90°               |
| Ilość słupów                                 | 31                |
| Wymiar słupów                                | 50 × 180 cm       |
| Rozstaw słupów                               | 610 cm            |
| Zadaszenie                                   | Zadaszenie        |
| Kąt nachylenia zadaszenia                    | 4°                |
| Poziomy trybuny                              | Poziomy trybuny   |
| Kąt nachylenia pierwszego poziomu trybuny    | 20°               |
| Liczba rzędów na pierwszym poziomie trybuny  | 18                |
| Kąt nachylenia drugiego poziomu trybuny      | 31°               |
| Liczba rzędów na drugim poziomie trybuny     | 24                |
| Koszt                                        | Koszt             |
| Koszt wybudowania trybuny                    | 144 217 547,13 zł |
| Źródło:                                      | Źródło:           |
| -------------------------------------------- | ----------------- |

 Trybunę wschodnią zaczęto budować jako trzecią z kolei, na początku 2009 roku. Trybuna posiada dwa narożniki. Wejścia na trybunę wschodnią będą umiejscowione od strony ul. Reymana.
Trybuna wschodnia podobnie jak zachodnia również składa się z sześciu pięter.
Na najniższym, podziemnym poziomie znajdować się będzie szereg pomieszczeń technicznych i magazynów. Jeden z magazynów będzie wykorzystywany przez sklep klubowy, znajdujący się na terenie stadionu. Największym pomieszczeniem na tym poziomie będzie pomieszczenie przeznaczone dla ekipy zajmującej się pielęgnacją murawy i zespołu do spraw reklamy.
Na parterze trybuny wschodniej będą ulokowane punkty gastronomiczne i informacyjno-handlowe. Ponadto znajdą się tam również małe magazyny i pomieszczenia porządkowe. Z parteru kibice będą mogli dotrzeć poprzez przejrzysty hol (którego powierzchnia będzie wynosiła ponad 2200 m²) a następnie bezpośrednie wejścia na pierwszy poziom trybuny. Na tym piętrze znajdują się również klatki schodowe i windy, którymi kibice będą mogli dotrzeć na wyższe kondygnacje trybuny.
Na pierwszym piętrze największą powierzchnię zajmować będą loże dla VIP-ów, powierzchnia jednej z nich będzie wynosić ponad 100 m². Ponadto na piętrze znajdą się dwie sale konferencyjne, pomieszczenia biurowe, punkty gastronomiczne i restauracja. Na pierwszym piętrze w narożniku północno-wschodnim znajdować się będzie muzeum klubowe.
Drugie piętro trybuny przeznaczone jest dla kibiców zasiadających na drugim poziomie trybuny. Większość powierzchni zajmować będą toalety i punkty gastronomiczne.
Na trzecim piętrze znajdować się będą pomieszczenia biurowe. W obu narożnikach znajdować się będą duże sale konferencyjne, których powierzchnie będą wynosić ponad 450 m².
Na najwyższym piętrze trybuny znajdą się balkony, które wykorzystywać będą mogły stacje telewizyjne podczas nadawania transmisji z meczów.

### Trybuna północna
| Całkowita pojemność trybuny       | 5 657            |
| Wymiary                           | Wymiary          |
| Szerokość                         | 31,3 m           |
| Długość (z narożnikiem)           | 99,9 m           |
| Wysokość                          |                  |
| Wysokość (z odciągami zadaszenia) |                  |
| Elewacja                          | Elewacja         |
| Kąt nachylenia elewacji           | 70°              |
| Ilość słupów                      | 6                |
| Wymiar słupów                     | 140 × 220 cm     |
| Rozstaw słupów                    | 1 840 cm         |
| Zadaszenie                        | Zadaszenie       |
| Kąt nachylenia zadaszenia         | 4°               |
| Poziom trybuny                    | Poziom trybuny   |
| Liczba rzędów                     | 32               |
| Kąt nachylenia rzędy 1-21         | 27°              |
| Kąt nachylenia rzędy 21-32        | 30°              |
| Koszt                             | Koszt            |
| Koszt wybudowania trybuny         | 35 325 361,00 zł |
| Źródło:                           | Źródło:          |
| --------------------------------- | ---------------- |

Trybuna północna jest bliźniaczą trybuną południowej. Jej otwarcie nastąpiło po rocznej budowie w styczniu 2007 roku.
Projekt trybuny północnej to kopia południowej, która zapoczątkowała budowę nowego stadionu. Jest konstrukcją betonowo-stalową, na której opiera się zadaszenie podtrzymywane przez odciągi. Cięgna są odprowadzone do betonowych bloków, które znajdują się przed wejściami na trybunę. Elewację stanowią skośne, betonowe słupy na której opiera się cała konstrukcja trybuny oraz przeszklenia znajdujące się między nimi.
Wnętrze trybuny północnej nie jest zagospodarowane i znajduje się w stanie surowym. Trybuna nie posiada wykończonych klatek schodowych, kołowrotków i dróg dojścia. Z tego powodu dotychczas kibice wchodzili na trybunę bramkami zewnętrznymi od strony murawy.
W październiku 2009 ustalono, że prace te wykona inwestor, który będzie czerpał zyski z powierzchni komercyjnej pod trybuną. Inwestora wyszukać ma operator stadionu, który do tej pory nie został wyłoniony.
Na trybunie północnej zasiadają najzagorzalsi kibice Wisły Kraków. Konstrukcja trybuny i zadaszenia ułatwia im doping podczas meczu. Więcej na temat kibiców na stadionie w sekcji → Kibice Wisły.

### Trybuna południowa
| Całkowita pojemność trybuny       | 5 657            |
| Wymiary                           | Wymiary          |
| Szerokość                         | 31,3 m           |
| Długość (z narożnikiem)           | 99,9 m           |
| Wysokość                          |                  |
| Wysokość (z odciągami zadaszenia) |                  |
| Elewacja                          | Elewacja         |
| Kąt nachylenia elewacji           | 70°              |
| Ilość słupów                      | 6                |
| Wymiar słupów                     | 140 × 220 cm     |
| Rozstaw słupów                    | 1 840 cm         |
| Zadaszenie                        | Zadaszenie       |
| Kąt nachylenia zadaszenia         | 4°               |
| Poziom trybuny                    | Poziom trybuny   |
| Liczba rzędów                     | 32               |
| Kąt nachylenia rzędy 1-21         | 27°              |
| Kąt nachylenia rzędy 21-32        | 30°              |
| Koszt                             | Koszt            |
| Koszt wybudowania trybuny         | 34 887 581,79 zł |
| Źródło:                           | Źródło:          |
| --------------------------------- | ---------------- |

Trybuna południowa jest pierwszą wybudowaną trybuną nowego stadionu. Jej pojemność wynosi ponad 5,5 tys. ludzi.
Trybuna jest konstrukcją betonowo-stalową.
Widownia trybuny znajduje się na jednym poziomie w którym mieszczą się 32 rzędy krzesełek. Poziom trybuny podzielony jest na dwie części, z czego każda nachylona jest pod różnym kątem w stosunku do ziemi. Wpływa to korzystnie na komfort oglądania widowiska.
Zewnętrzną konstrukcję stanowi sześć betonowych słupów. Cięgna posadowione są na betonowych fundamentach, które z powodu grząskiego terenu na którym wybudowany jest stadion, są oparte na głębokich palach wbitych w podłoże. Skośne słupy są także zewnętrzną fasadą budynku. O część betonową trybuny oparta jest konstrukcja stalowa zadaszenia, a także platformy na której zasiadają kibice. Zadaszenie podtrzymywane jest stalowymi odciągami (cięgnami) poprowadzonymi aż do poziomu ziemi, do betonowych bloków znajdujących się przed wejściami na trybunę.
Wnętrze trybuny jest zagospodarowane. Znajdują się w nim toalety, sanitariaty, a także klatki schodowe którymi kibice wchodzą na platformę trybuny.

### Pawilon medialny
| Główne informacje         | Główne informacje |
| Pojemność sali głównej    | 200 osób          |
| Powierzchnia sali głównej | 335 m²            |
| Wymiary                   | Wymiary           |
| Wysokość                  | 16 m              |
| Średnica                  | 22 m              |
| Budowa                    | Budowa            |
| Czas budowy               | 09.2007 – 1.2008  |
| Wykonawca                 | Budimex-Dromex    |
| Koszt                     | Koszt             |
| Koszt wybudowania         | 11 384 525,16 zł  |
| Źródło:                   | Źródło:           |
| ------------------------- | ----------------- |

 Pawilon medialny to spuścizna po trzech pierwszych projektach stadionu, według których zaplecze pod trybunami nie miało być tak rozwinięte jak w obecnej wersji. Budynek jest umiejscowiony w narożniku, między trybuną główną (zachodnią) a południową.

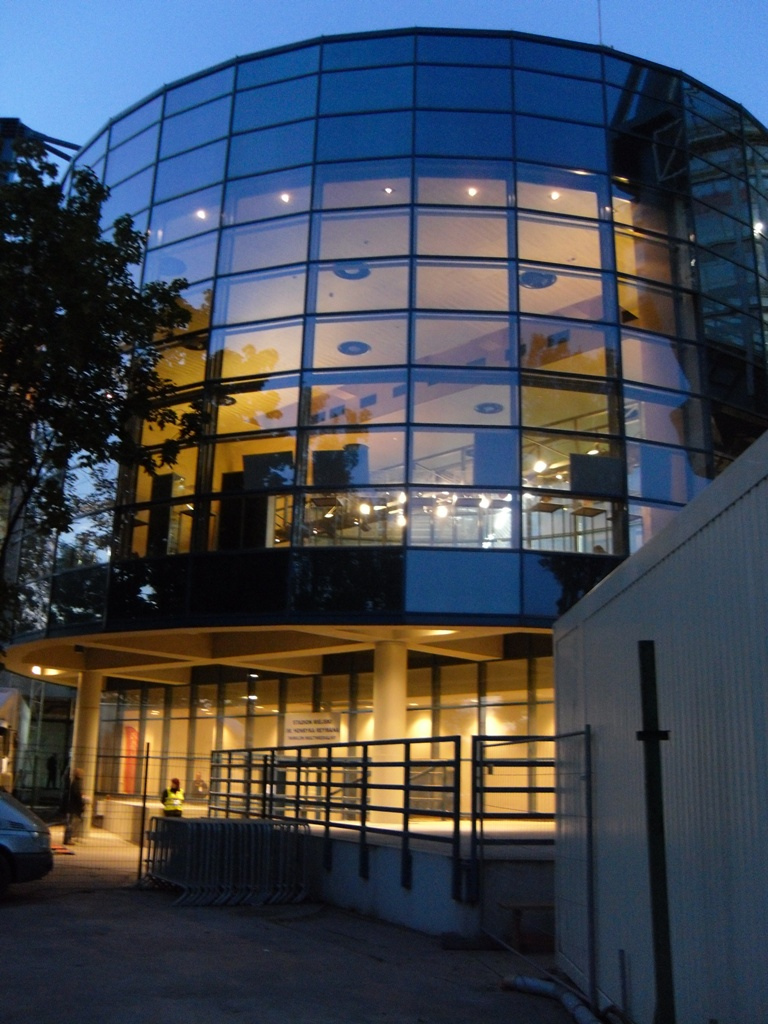
Pawilon medialny

Na parterze budynku znajduje się tzw. strefa mieszana, gdzie znajduje się miejsce w którym piłkarze mogą udzielać wywiadów dziennikarzom, kuchnia z bufetem, toalety i pomieszczenia techniczne. Na piętrze pawilonu znajduje się główna sala konferencyjna. Pawilon medialny posiada także taras wysunięty wewnątrz stadionu, na którym znajdować się ma studio telewizyjne, podczas rozgrywania meczów na stadionie.
Pawilon medialny jest często nazywany okrąglakiem.

## Kibice Wisły

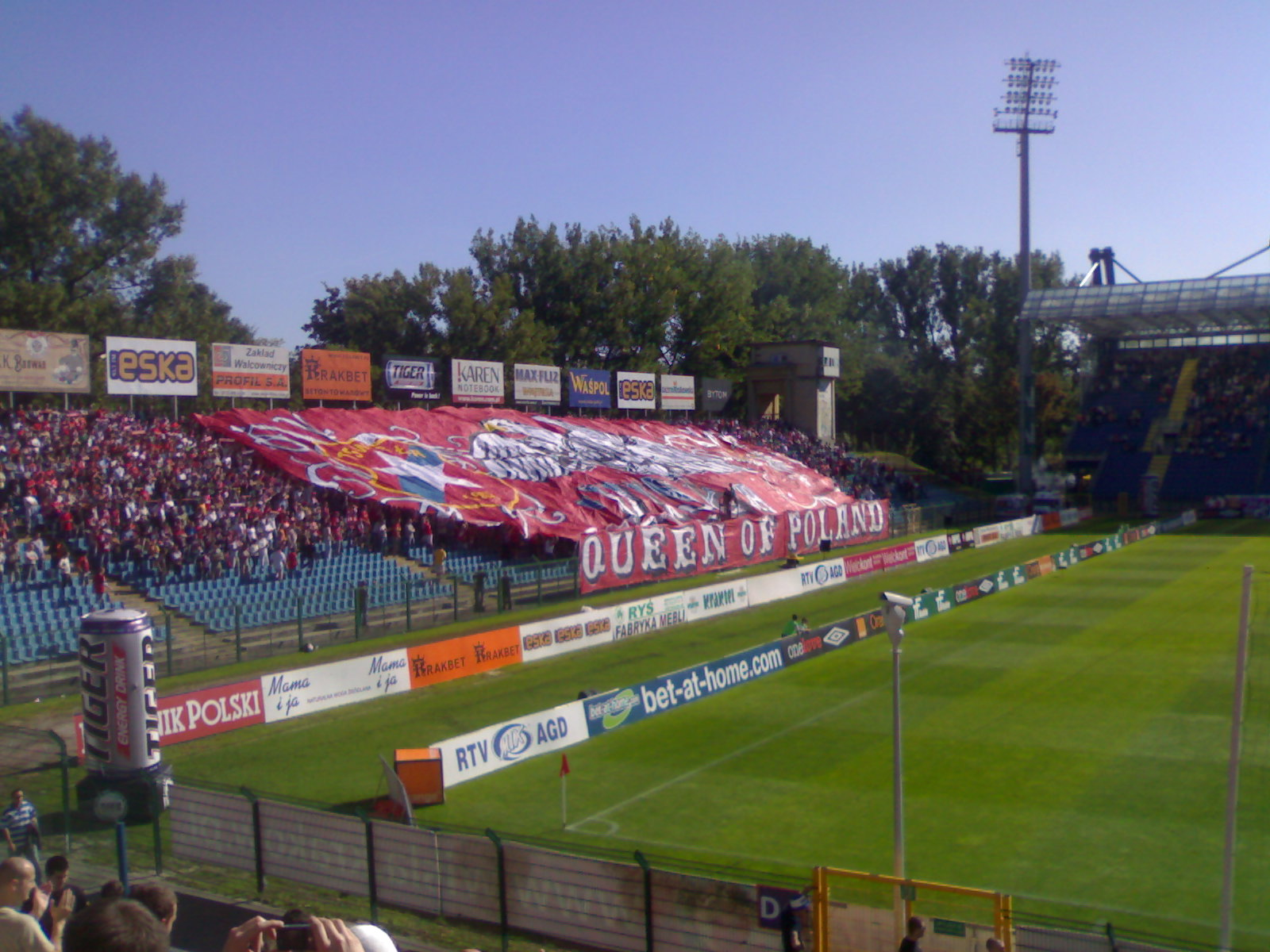
Oprawa meczowa kibiców Wisły Kraków na dawnej trybunie wschodniej

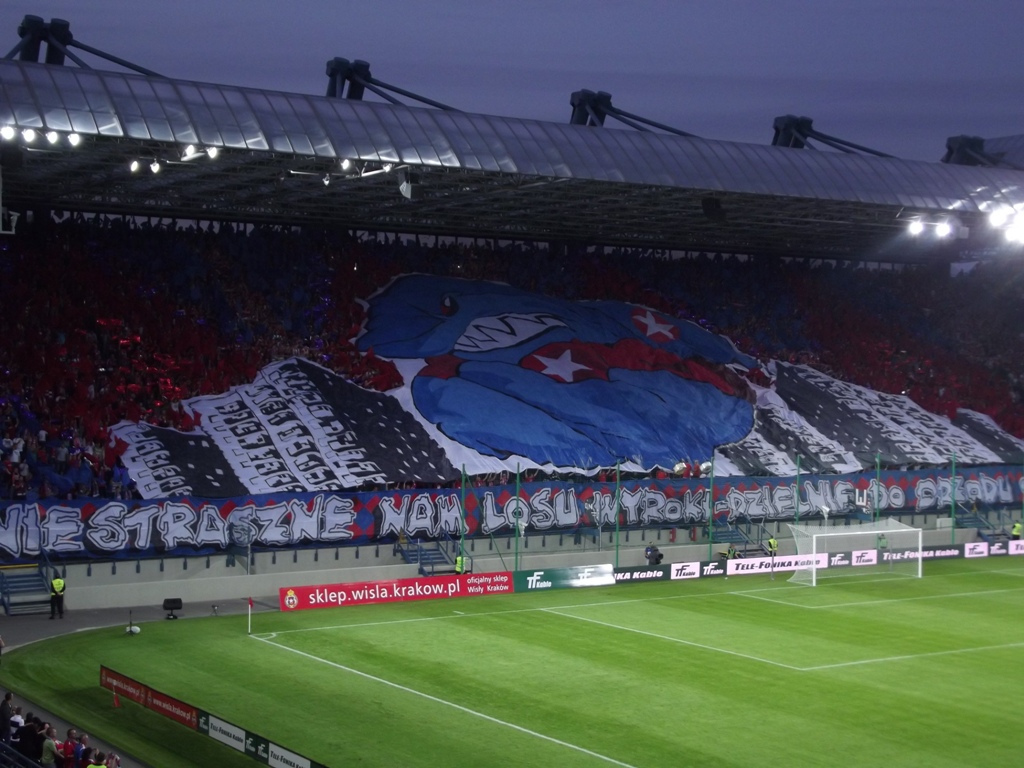
Oprawa meczowa na trybunie północnej

Pierwszą trybuną na której zasiadali najzagorzalsi kibice Wisły Kraków był stara trybuna wschodnia (potocznie nazywana „sektorem X”). Po wyburzeniu starej trybuny wschodniej, główny doping przeniósł się na trybunę północną.
Kibice nazywani często „Armią Białej Gwiazdy” przebywający na trybunie północnej, w trakcie meczu nie zasiadają na krzesełkach, a dopingują drużynę na stojąco przez całą długość meczu. Często prezentują oprawy meczowe obejmujące całą trybunę, a w przypadku meczów o wysokiej frekwencji cały stadion. Z rodzajów opraw wiślacy preferują kartoniady (często dwustronne) flagowiska, sektorówki itp. Po oddaniu do użytku trybuny północnej kibice często tworzą skomplikowane prezentacje m.in. z elementów podwieszanych na dachu trybuny. Wiele opraw meczowych znajdują uznanie wśród innych kibiców, co udowadnia fakt, iż oprawy tworzone przez ultrasów Białej Gwiazdy często zostają wybierane najlepszymi oprawami kolejki.
U stóp trybuny północnej zamontowane są tzw. gniazda, czyli platformy na których stoją bębniarze i kibic prowadzący doping całej trybuny.
Na trybunie północnej jest ułożony z krzesełek wzór białej gwiazdy na czerwonym tle. Jest to efekt przedsięwzięcia kibiców Wisły u władz Krakowa, którzy chcieli by symbol ich klubu widniał na jednej z trybun. Biała Gwiazda jest symbolem klubu, który często stawał się motywem w jego herbach. Białą Gwiazdą jest nazywana także drużyna Wisły Kraków.

## Frekwencja na meczach Wisły
| Sezon 2004/2005 - Średnia frekwencja: 9 615 - Pojemność stadionu: 10 456 - Zapełnienie stadionu w procentach: 92% | Sezon 2005/2006 - Średnia frekwencja: 10 467 - Pojemność stadionu: 15 072 - Zapełnienie stadionu w procentach: 70% | Sezon 2006/2007 - Średnia frekwencja: 9 877 - Pojemność stadionu: 20 732 - Zapełnienie stadionu w procentach: 48% |

| Sezon 2007/2008 - Średnia frekwencja: 14 967 - Pojemność stadionu: 20 732 - Zapełnienie stadionu w procentach: 72% | Sezon 2008/2009 - Średnia frekwencja: 12 473 - Pojemność stadionu: 15 944 - Zapełnienie stadionu w procentach: 78% | Sezon 2009/2010 Wisła Kraków nie rozgrywała meczów na Stadionie Miejskim w Krakowie, z powodu jego przebudowy. |

## Mecze
Na Stadionie Miejskim w Krakowie im. Henryka Reymana swoje mecze rozgrywa piłkarska drużyna Wisły Kraków. Wisła rozgrywa na tym stadionie również swoje mecze w europejskich pucharach. W historii zdarzało się, że mecze na stadionie w Krakowie rozgrywała Reprezentacja Polski w piłce nożnej. Na Stadionie Miejskim w Krakowie im. Henryka Reymana Wisła Kraków w okresie od 16 października 2001 do 11 listopada 2006 roku nie przegrała w Ekstraklasie 73 meczów, co jest rekordem polskiej ligi.

### Mecze reprezentacji Polski
| Nr | Data spotkania       | Rywal Polski      | Wynik meczu | Strzelcy bramek dla Polski                                              |
| -- | -------------------- | ----------------- | ----------- | ----------------------------------------------------------------------- |
| 1  | 4 listopada 1956     | Finlandia         | 5:0 (2:0)   | Henryk Kempny (2), Krzysztof Baszkiewicz, Lucjan Brychczy, Edmund Kowal |
| 2  | 10 maja 1964         | Irlandia          | 3:1 (1:1)   | Eugeniusz Faber, Jerzy Wilim, Zygfryd Szołtysik                         |
| 3  | 16 maja 1965         | Bułgaria          | 1:1 (0:0)   | Ernest Pol                                                              |
| 3  | 29 października 1967 | Rumunia           | 0:0 (0:0)   |                                                                         |
| 4  | 20 kwietnia 1969     | Luksemburg        | 8:1 (3:0)   | Włodzimierz Lubański (5), Kazimierz Deyna (2), Jerzy Wilim              |
| 5  | 16 maja 1970         | NRD               | 1:1 (1:1)   | Kazimierz Deyna                                                         |
| 6  | 22 września 1971     | Turcja            | 5:1 (1:0)   | Bronisław Bula, Włodzimierz Lubański (3), Robert Gadocha                |
| 7  | 10 października 1979 | Islandia          | 2:0 (0:0)   | Roman Ogaza (2)                                                         |
| 8  | 19 listopada 1980    | Algieria          | 5:1 (3:0)   | Andrzej Iwan (2), Janusz Kupcewicz, Włodzimierz Ciołek, Marek Dziuba    |
| 9  | 7 września 1983      | Rumunia           | 2:2 (0:1)   | Włodzimierz Ciołek, Andrzej Iwan                                        |
| 10 | 5 sierpnia 1998      | Izrael            | 2:0 (1:0)   | Mirosław Trzeciak, Rafał Siadaczka                                      |
| 11 | 26 marca 2008        | Stany Zjednoczone | 0:3 (0:2)   |                                                                         |
| 12 | 7 września 2010      | Australia         | 1:2 (1:2)   | Robert Lewandowski                                                      |
| 13 | 6 czerwca 2016       | Litwa             | 0:0 (0:0)   |                                                                         |

### Mecze Wisły Kraków w europejskich pucharach
| Nr | Rodzaj rozgrywek                | Data spotkania       | Rywal Wisły Kraków    | Wynik meczu      | Strzelcy bramek                                                                                   |
| -- | ------------------------------- | -------------------- | --------------------- | ---------------- | ------------------------------------------------------------------------------------------------- |
| 1  | I runda PZP                     | 10 października 1967 | HJK Helsinki          | 4:0              | Eero Reinialä (s), Hubert Skupnik, Ryszard Wójcik, Andrzej Sykta                                  |
| 2  | II runda PZP                    | 15 listopada 1967    | Hamburger SV          | 0:1              | Uwe Seeler                                                                                        |
| 3  | I runda UEFA                    | 29 września 1976     | Celtic Glasgow        | 2:0              | Kazimierz Kmiecik (2)                                                                             |
| 4  | II runda UEFA                   | 20 października 1976 | RWD Molenbeek         | 1:1              | Zdzisław Kapka, Morten Olsen                                                                      |
| 5  | I runda Pucharu Europy          | 27 września 1978     | Club Brugge           | 3:1              | Kazimierz Kmiecik, Leszek Lipka, Janusz Krupiński – Jan Ceulemans                                 |
| 6  | II runda Pucharu Europy         | 1 listopada 1978     | FC Zbrojovka Brno     | 1:1              | Zdzisław Kapka – Libor Došek                                                                      |
| 7  | 1/4 finału Pucharu Europy       | 9 marca 1979         | Malmö FF              | 2:1              | Adam Nawałka, Kazimierz Kmiecik – Tommy Hansson                                                   |
| 8  | I runda UEFA                    | 30 września 1981     | Malmö FF              | 1:3              | Zdzisław Kapka – Palmer, Prytz, Björn Nilsson                                                     |
| 9  | I runda PZP                     | 19 września 1984     | Vestmannaeyja         | 4:2              | Michał Wróbel, Adam Nawałka, Marek Banaszkiewicz (2) – Eliasson, Georgsson                        |
| 10 | II runda PZP                    | 7 listopada 1984     | Fortuna Sittard       | 2:1              | Andrzej Iwan, Michał Wróbel – Arthur Hoyer                                                        |
| 11 | II runda el. UEFA               | 29 lipca 1998        | Newtown Town          | 7:0              | Tomasz Kulawik (2), Sunday Ibrahim, Grzegorz Kaliciak, Daniel Dubicki, Grzegorz Pater (2)         |
| 12 | III runda el. UEFA              | 11 sierpnia 1998     | Trabzonspor           | 5:1              | Daniel Dubicki, Tomasz Kulawik (3), Bogdan Zając – Davor Vugrinec                                 |
| 13 | I runda UEFA                    | 29 września 1998     | Teatanic Maribor      | 3:0              | Marek Zając (2), Tomasz Kulawik                                                                   |
| 14 | II runda UEFA                   | 20 października 1998 | AC Parma              | 1:1              | Tomasz Kulawik – Enrico Chiesa                                                                    |
| 15 | runda el. UEFA                  | 24 sierpnia 2000     | FK Željezničar        | 3:1              | Tomasz Frankowski (2) – Dželaludin Muharemović                                                    |
| 16 | I runda UEFA                    | 28 września 2000     | Real Saragossa        | 4:1 (karne: 4:3) | Tomasz Frankowski (2), Kazimierz Moskal, Kelechi Iheanacho – Marcin Baszczyński (sam.)            |
| 17 | II runda UEFA                   | 26 października 2000 | FC Porto              | 0:0              |                                                                                                   |
| 18 | II runda el. Ligi Mistrzów      | 1 sierpnia 2001      | Skonto Ryga           | 1:0              | Maciej Żurawski                                                                                   |
| 19 | III runda el. Ligi Mistrzów     | 8 sierpnia 2001      | FC Barcelona          | 3:4              | Grzegorz Pater (2), Tomasz Frankowski – Rivaldo (3), Patrick Kluivert                             |
| 20 | I runda UEFA                    | 27 września 2001     | Hajduk Split          | 1:0              | Tomasz Frankowski                                                                                 |
| 21 | II runda UEFA                   | 1 listopada 2001     | Inter Mediolan        | 1:0              | Maciej Żurawski                                                                                   |
| 22 | runda el. UEFA                  | 29 sierpnia 2002     | Glentoran FC          | 4:0              | Marcin Kuźba (2), Kalu Uche (2)                                                                   |
| 23 | I runda UEFA                    | 3 października 2002  | Primorje Ajdovščina   | 6:1              | Maciej Żurawski (2), Kalu Uche, Paweł Brożek, Trgo (s), Zatković (s), – Mitja Zatković            |
| 24 | II runda UEFA                   | 14 listopada 2002    | AC Parma              | 4:1              | Kamil Kosowski, Maciej Żurawski (2), Daniel Dubicki – Adriano                                     |
| 25 | III runda UEFA                  | 28 listopada 2002    | FC Schalke 04         | 1:1              | Christian Poulsen (s) – E.Mpenza                                                                  |
| 26 | 1/8 finału UEFA                 | 5 marca 2003         | S.S. Lazio            | 1:2              | Marcin Kuźba – Fernando Couto, Enrico Chiesa                                                      |
| 27 | II runda el. Ligi Mistrzów      | 30 lipca 2003        | Omonia Nikozja        | 5:2              | Maciej Żurawski (2), Tomasz Frankowski, Marcin Baszczyński, Daniel Dubicki – Markos Rauffmann (2) |
| 28 | III runda el. Ligi Mistrzów     | 26 sierpnia 2003     | RSC Anderlecht        | 0:1              | Aruna Dindane                                                                                     |
| 29 | I runda UEFA                    | 25 września 2003     | NEC Nijmegen          | 2:1              | Tomasz Frankowski (2) – Rob Wielaert                                                              |
| 30 | II runda UEFA                   | 27 listopada 2003    | Vålerenga Fotball     | 0:0 (karne 3:4)  |                                                                                                   |
| 31 | II runda el. Ligi Mistrzów      | 4 sierpnia 2004      | Georgia Tbilisi       | 3:0              | Marcin Kuźba, Temple Kelechi Omeonu, Damian Gorawski                                              |
| 32 | III runda el. Ligi Mistrzów     | 11 sierpnia 2004     | Real Madryt           | 0:2              | Fernando Morientes (2)                                                                            |
| 33 | I runda UEFA                    | 16 września 2004     | Dinamo Tbilisi        | 4:3              | Damian Gorawski, Maciej Żurawski, Tomasz Frankowski (2) – Głowacki (s), Aładaszwili, Kłos (s)     |
| 34 | III runda el. Ligi Mistrzów     | 9 sierpnia 2005      | Panathinaikos AO      | 3:1              | Paweł Brożek, Kalu Uche, Tomasz Frankowski – Emmanuel Olisadebe                                   |
| 35 | I runda UEFA                    | 29 września 2005     | Vitória SC            | 0:1              | Marek Saganowski                                                                                  |
| 36 | II runda el. UEFA               | 24 sierpnia 2006     | SV Mattersburg        | 1:0              | Piotr Brożek                                                                                      |
| 37 | III runda el. UEFA              | 14 września 2006     | Iraklis Saloniki      | 0:1              | Athanássios Príttas                                                                               |
| 38 | Faza Grupowa UEFA               | 19 października 2006 | Blackburn Rovers F.C. | 1:2              | Mauro Cantoro – Robbie Savage, David Bentley                                                      |
| 39 | Faza Grupowa UEFA               | 30 listopada 2006    | FC Basel              | 3:1              | Paweł Brożek (2), Jean Paulista – Mladen Petrić                                                   |
| 40 | II runda el. Ligi Mistrzów      | 6 sierpnia 2008      | Beitar Jerozolima     | 5:0              | Mauro Cantoro, Cléber, Paweł Brożek, Júnior Díaz, Andrzej Niedzielan                              |
| 41 | III runda el. Ligi Mistrzów     | 26 sierpnia 2008     | FC Barcelona          | 1:0              | Cléber                                                                                            |
| 42 | I runda UEFA                    | 2 października 2008  | Tottenham Hotspur     | 1:1              | Paweł Brożek – Arkadiusz Głowacki (s)                                                             |
| 43 | II runda el. Ligi Mistrzów      | 19 lipca 2011        | Skonto Ryga           | 2:0              | Patryk Małecki, Ivica Iliev                                                                       |
| 44 | III runda el. Ligi Mistrzów     | 3 sierpnia 2011      | Liteks Łowecz         | 3:1              | Maor Melikson (2), Cezary Wilk – Nikołaj Bodurow                                                  |
| 45 | Faza Play-Off el. Ligi Mistrzów | 17 sierpnia 2011     | APOEL FC              | 1:0              | Patryk Małecki                                                                                    |
| 46 | Faza Grupowa Ligi Europy        | 15 września 2011     | Odense Boldklub       | 1:3              | Andraž Kirm – Andreas Johansson, Peter Utaka, Rasmus Falk Jensen                                  |
| 47 | Faza Grupowa Ligi Europy        | 20 października 2011 | Fulham F.C.           | 1:0              | Dudu Biton                                                                                        |
| 48 | Faza Grupowa Ligi Europy        | 14 grudnia 2011      | FC Twente             | 2:1              | Łukasz Garguła, Cwetan Genkow – Luuk de Jong                                                      |
| 49 | 1/16 finału Ligi Europy         | 16 lutego 2012       | Standard Liège        | 1:1              | Cwetan Genkow – Gohi Bi Cyriac                                                                    |
| 50 | I runda el. Ligi Europy         | 11 Lipca 2024        | KF Llapi              | 2:0              | Igor Sapała, Angel Rodado                                                                         |
| 51 | II runda el. Ligi Europy        | 25 Lipca 2024        | Rapid Wiedeń          |                  |                                                                                                   |

Puchar Zdobywców Pucharów – PZP; Puchar UEFA – UEFA; Liga Mistrzów – Liga Mistrzów

Źródło:rssf.com

## Dodatkowe informacje o stadionie

### Wejście na stadion
- na trybunę wschodnią – od ul. Reymana i al. 3 Maja[84]
- na trybunę południową – od al. 3 Maja[84]
- na trybunę zachodnią – od strony parkingu i boisk treningowych[84]
- na trybunę północną – od ul. Reymonta[84]

### Dojazd
- tramwaje: 6, 20[84]
- autobusy: 109, 124, 134, 144, 152, 164, 169, 173, 179, 194, 199, 292, 310, 352,409, 424, 501, 511, 502, 503, 504[84]

## Konkursy

### Konkurs na koncepcję modernizacji stadionu
Konkurs został ogłoszony 8 maja 2008 r. przez Stowarzyszenie Kibiców Wisły Kraków i serwis stadiony.net. Jego tematem było przedstawienie w formie graficznej i opisowej koncepcji dalszej modernizacji stadionu. Zadaniem uczestników konkursu było wykorzystanie w tworzonym projekcie dwóch już istniejących trybun oraz pawilonu medialnego. W jury konkursu zasiedli profesjonalni architekci, m.in. Wojciech Zabłocki, a także przedstawiciel stowarzyszenia kibiców. Wyniki ogłoszono 18 czerwca 2008r. W finale konkursu znalazło się dziesięć prac. I i II wyróżnienie uzyskały ex aequo po dwa projekty. Autorzy wyróżnionych prac uzyskali nagrody pieniężne.

### Konkurs na wzór krzesełek na trybunie wschodniej
9 marca 2009 r. Wisła Kraków wspólnie z Biurem ds. Euro 2012 ogłosili konkurs „Zostań pomysłodawcą wzoru tworzonego przez krzesełka na trybunie wschodniej Stadionu Miejskiego Wisły Kraków”. Uczestnicy konkursu mieli za zadanie przedstawić propozycję wzoru jaki mógłby być ułożony z różnych kolorów krzesełek na budowanej wówczas trybunie wschodniej. Rozwiązanie konkursu podano 5 maja 2009r. Wygrała koncepcja przedstawiająca napis „WISŁA” na górnym piętrze trybuny, a na dolnym datę powstania klubu („1906”) przedzieloną białą gwiazdą. Zwycięzcy konkursu otrzymali bilety na mecze Wisły Kraków, upominki i piłkę z autografami piłkarzy Wisły. Przy ogłoszeniu wyników konkursu zastrzeżono, iż żaden z przedstawionych projektów nie będzie musiał zostać zrealizowany, a konkurs miał jedynie dać zarys władzom klubu i miastu jakie oczekiwania mają kibice wobec stadionu.

## Pozostałe wydarzenia
Na stadionie oprócz wydarzeń sportowych odbywały się też imprezy kulturalne, muzyczne oraz zgromadzenia religijne. 21 czerwca 2023 roku na tymże stadionie odbyła się ceremonia otwarcia Igrzysk Europejskich – odbędą się tu również turniej rugby 7 kobiet i mężczyzn i ceremonia zamknięcia imprezy.